# Екзаптація

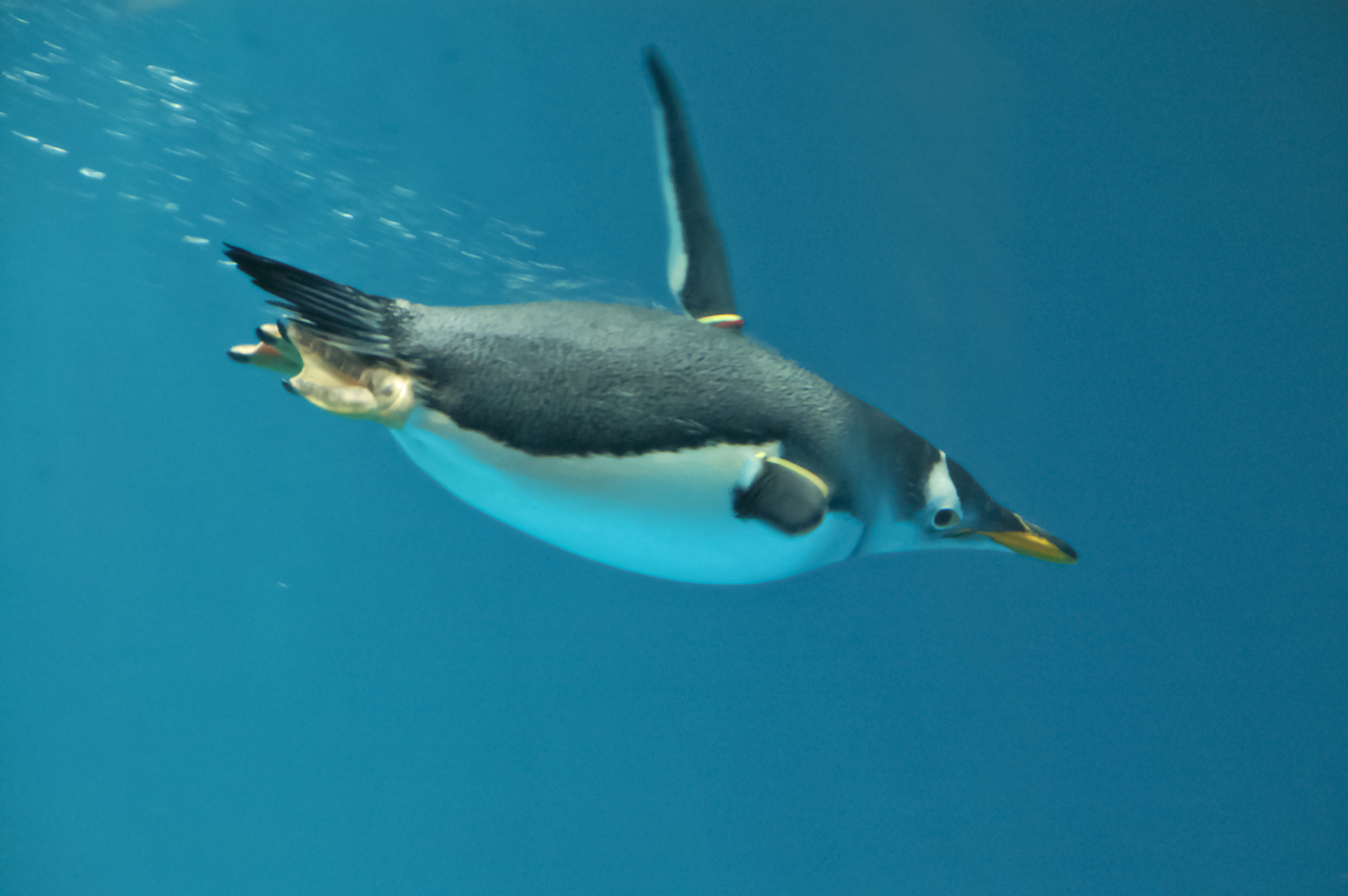
Приклад екзаптації: крила пінгвінових перетворилися на ефективні ласти для плавання. На фото пінгвін-шкіпер пливе під водою у Нагасакському акваріумі для пінгвінів.

Екзаптація — принцип мультифункціональності і еволюції органів шляхом зміни функцій (закон зміни функцій А. Дорна).
В еволюційній біології, процес, за допомогою якого форми або структури, що розвинулися в ході еволюції, щоб виконувати одну функцію, кооптує, щоб обслуговувати інші функції. Наприклад, використання людиною язика для мовлення.